# 海老江 (射水市)
海老江（えびえ）は、富山県射水市の町名である。海岸部は砂浜で海水浴場となっている。

## 特徴
町域は東西に細長く、北側は富山湾に面している。一体は海老江海水浴場となっており、夏には多くの人で賑わう。

## 地理
北側を富山湾に面し、砂浜が広がる。富山湾ではあまり多くない海水浴場の一つである。

## 世帯数と人口
2022年（令和4年）7月31日現在の世帯数と人口は以下の通りである。
| 町丁   | 世帯数  | 人口  |
| ------ | ------- | ----- |
| 海老江 | 314世帯 | 692人 |

## 小・中学校の校区
市立小・中学校に通う場合、校区は以下の通りとなる。
| 番地 | 小学校             | 中学校             |
| ---- | ------------------ | ------------------ |
| 全域 | 射水市立東明小学校 | 射水市立射北中学校 |

## 交通

### 道路
- 国道415号

## 施設
- 海老江海浜公園
- 海老江コミュニティセンター
- 海老江保育所

## 参考出典
- 『富山県の地名』平凡社